# Bruno Giorgi
Bruno Giorgi   (Mococa, 13 d'agost de 1905 - Rio de Janeiro, 7 de setembre de 1993) va ser un escultor i professor brasiler.

## Biografia

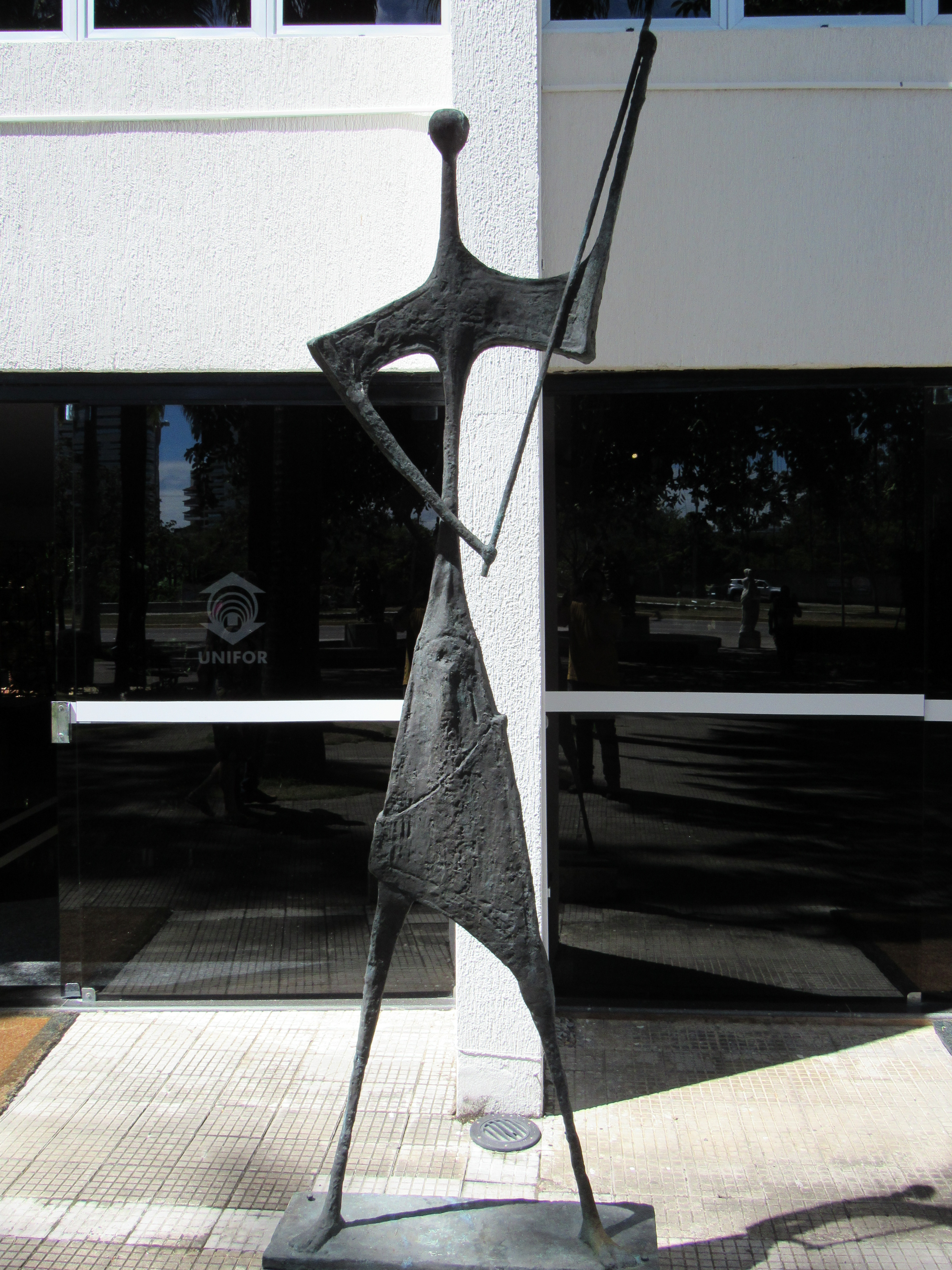
Escultura de Bruno Giorgi en el Campus de la Universitat de Fortaleza (Unifor)

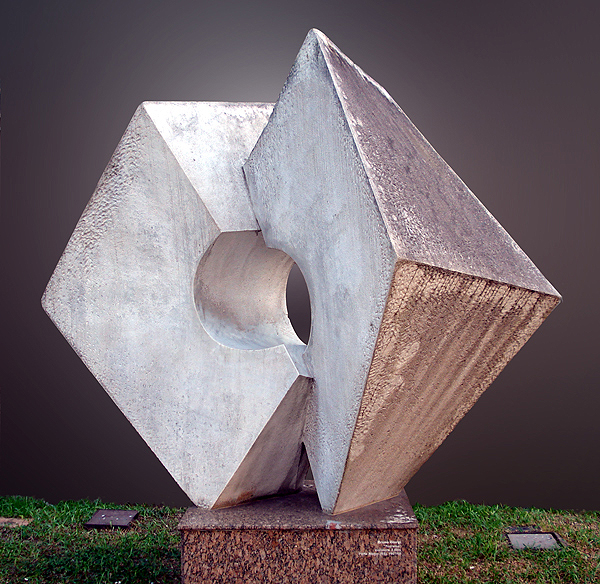
Teorema, marbre, 1967-68

Nascut a l'interior de l'estat de São Paulo, fill d'immigrants italians, el 1911 la família torna al seu país d'origen i s'estableix a Roma, on Bruno començarà a dedicar-se a l'escultura. Durant la dècada del 1920, amb l'ascens del feixisme italià, Bruno Giorgi es fa membre de la resistència i és arrestat a Nàpols.
Participa en la Guerra Civil espanyola al costat republicà, però, "en l'interès de la pròpia lluita", roman a París (1937) i va a l'Académie de la Grande Chaumière i la Ranson, havent estat, en aquesta última, alumne d'Arístides Maillol, que passa a orientar-lo. Va conviure amb Henry Moore, Marino Marini i Charles Despiau.
El 1939, de tronada a São Paulo, s'integra en el moviment modernista brasiler al costat de Victor Brecheret i Mário de Andrade. Va treballar amb els artistes del Grupo Santa Helena i va participar de l'exposició del grup Família Artística Paulista.
El 1942, convidat pel ministre Gustavo Capanema, va participar de l'equip que va decorar l'edifici del Ministeri d'Educació i Salut (actual Palau Capanema), a Rio de Janeiro. El seu treball va ser fet pel jardí del ministeri, planejat pel paisatgista Burle Marx.
La dècada del 1950, les seves obres van passar a valorar el ritme, el moviment, els buits i a harmonitzar línies corbes i formes angulars. Ja a finals d'aquesta dècada, Giorgi va passar a utilitzar el bronze, creant figures primes, en què els buits són part integrant de l'escultura, predominant freqüentment sobre les masses. El 1960, va fer el Monument al Pare José de Anchieta, a San Cristóbal de La Laguna, Tenerife. Va ser finançada per la ciutat de La Laguna i pel Govern del Brasil.
En la dècada següent, dues innovacions van aparèixer en la seva obra: la forma geomètrica, en lloc de les figures, i el marbre blanc, en lloc del bronze.

## Obres

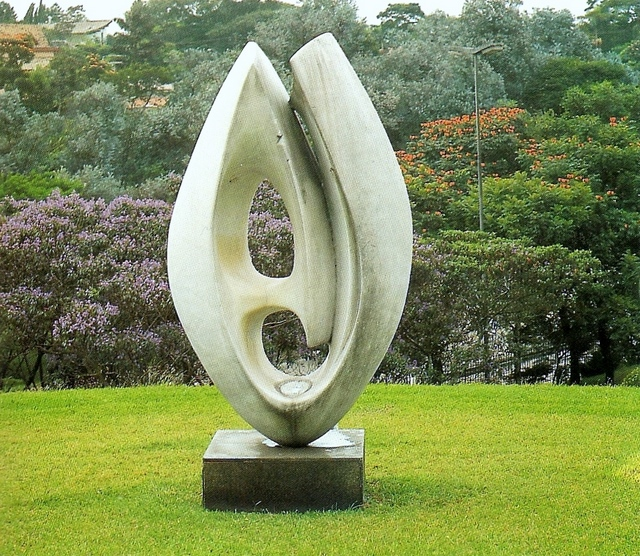
Escultura, 1970 (marbre; altura: 309 cm) Bruno Giorgi (1905-1993)

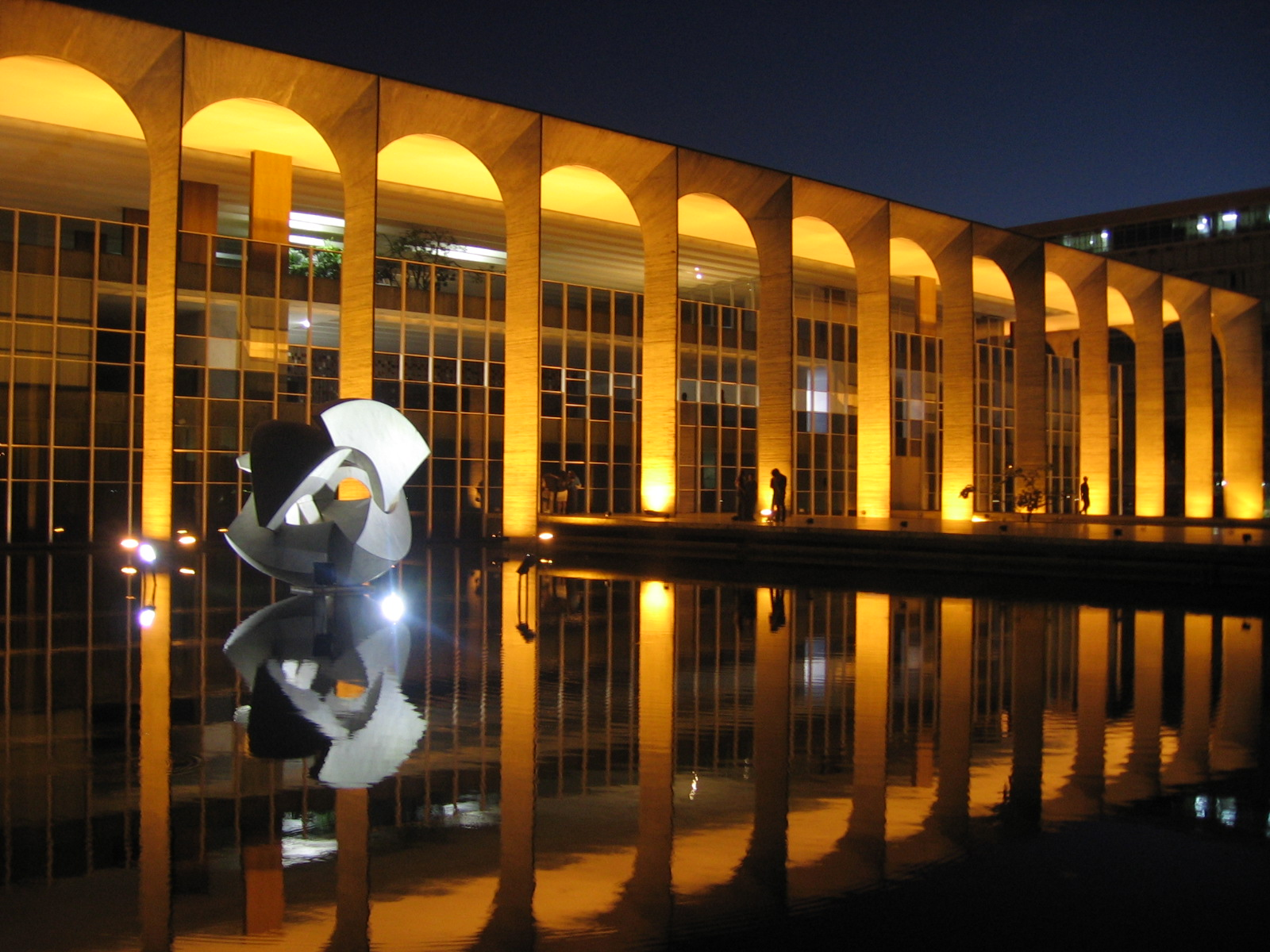
Meteoro, escultura de 1967/1968

Entre les seves obres, les més conegudes són Os Candangos i Meteoro.
- Monument a la Joventut Brasilera, 1947, en els jardins del Ministeri d'Educació i Salut, actual Palau de la Cultura, a Rio de Janeiro;
- Os Guerreiros, coneguda popularment com Os Candangos, 1959, en la Plaça dels Tres Poders, Brasília;[5]
- Monument a la Cultura, 1965, en la Plaça Edson Luís, a la Universitat de Brasília;
- Meteor, 1968, en el llac de l'edifici del Ministeri de Relacions Exteriors, a Brasília;
- Integració, 1989, en el Memorial d'Amèrica Llatina, en São Paulo.